# Distrito de Jamui
Jamui es un distrito de la India situado en el estado de Bihar. Según el censo de 2011, tiene una población de 1 760 405 habitantes.
Comprende una superficie de 3122.80 km².
El centro administrativo es la ciudad de Jamui.